# Liolaemus disjunctus
Liolaemus disjunctus — вид ігуаноподібних ящірок родини Liolaemidae. Вважаються ендеміками Перу.

## Поширення і екологія
Liolaemus disjunctus були відомі з типової місцевості, розташованої в перуанському регіоні Ла-Лібертад, однак пізніше типове місцезнаходження цього виду було визнане помилковим. Вид відомий лише за типовим зразком, зібраним в період з 1938 по 1962 в невідомому місці. Так само нічого не відомо про його спосіб життя.